# Camino
Camino（カミノ）は、Mac OS Xで動作するウェブブラウザで、MozillaのレンダリングエンジンであるGeckoエンジンを採用する。Geckoを採用したウェブブラウザとしては唯一のCocoaネイティブなアプリケーションとして登場した。Aqua調の外観とタブブラウジング、タブの一覧 (Tab Overview)、ポップアップ広告のシャットアウト、動作の軽さを特徴とする。OS Xの標準技術であるKeychain, AppleScript, Spotlight, Bonjourに対応している。同じGeckoエンジンを搭載するFirefoxと比較されることが多く、拡張性はFirefoxより劣るものの速度面ではCaminoが圧倒的有利とされる。Universal Binaryで配布され、インテル製CPU搭載Macintoshにも対応している。名称はスペイン語の「道」に由来する。
CaminoはMozilla FoundationのCamino Projectによりオープンソースで開発が進められていた。英語版と多言語対応版（日本語インタフェースも含まれる）が公開されている。以前はMozilla Japanサイト内のページから配布されていたが、Camino Projectによるバージョン1.0リリースに伴い、2006年3月21日より公式配布元がMozilla JapanからCamino Projectへ変更された。また、初期はChimeraと言う名称で呼ばれていたが、商標上の問題により現在の名称となった。
Caminoプロジェクトと関連してCamino同様にCocoaに対応し、Caminoとよく似たルックスの電子メールクライアントであるCorreo（ベースはMozilla Thunderbird）が開発され、2007年1月にバージョン0.1が公開された。

## バージョンの変遷
- 1.0 - ファーストリリース。Firefox 1.5に搭載されたGecko 1.8を採用。2006年2月14日
  - 1.0.1 - Gecko 1.8.0.3相当のセキュリティ修正等。2006年5月2日
  - 1.0.2 - Gecko 1.8.0.4相当のセキュリティ修正等。2006年6月22日
  - 1.0.3 - Gecko 1.8.0.6相当のセキュリティ修正等。2006年9月16日
  - 1.0.4 - Gecko 1.8.0.10相当のセキュリティ修正等。2007年3月7日
  - 1.0.5 - Gecko 1.8.0.12相当のセキュリティ修正等。2007年6月20日
  - 1.0.6 - Gecko 1.8.0.13相当のセキュリティ修正等。1.0.x系の最終リリース。2007年8月30日
- 1.5 - Firefox 2に搭載されたGecko 1.8.1を採用。スペルチェック機能、ブラウザ終了時の状態を復元できるセッション復元機能などを搭載。2007年6月6日
  - 1.5.1 - Gecko 1.8.1.6 相当のセキュリティ修正等。2007年8月17日
  - 1.5.2 - Gecko 1.8.1.8 相当のセキュリティ修正等。2007年10月19日
  - 1.5.3 - Gecko 1.8.1.9 相当のセキュリティ修正等。2007年11月1日
  - 1.5.4 - Gecko 1.8.1.11 相当のセキュリティ修正等。2007年12月5日
  - 1.5.5 - Gecko 1.8.1.12 相当のセキュリティ修正等。1.5.x系の最終リリース。2008年2月8日
- 1.6 - Gecko 1.8.1.14 相当のセキュリティ修正等。自動アップデート機能の追加、ユーザインターフェイスの改良、AppleScriptのサポート強化など。2008年4月17日
  - 1.6.1 - 安定性の向上。2008年5月20日
  - 1.6.2 - Gecko 1.8.1.15 相当のセキュリティ修正等。2008年7月11日
  - 1.6.3 - Gecko 1.8.1.16 相当のセキュリティ修正等。2008年8月7日
  - 1.6.4 - Gecko 1.8.1.17 相当のセキュリティ修正等。2008年9月23日
  - 1.6.5 - Gecko 1.8.1.18 相当のセキュリティ修正等。2008年11月18日
  - 1.6.6 - Gecko 1.8.1.19 相当のセキュリティ修正等。2008年12月16日
  - 1.6.7 - Gecko 1.8.1.21 相当のセキュリティ修正等。2009年3月31日
  - 1.6.8 - Gecko 1.8.1.22 相当のセキュリティ修正等。2009年6月22日
  - 1.6.9 - Gecko 1.8.1.23 相当のセキュリティ修正等。2009年8月26日
  - 1.6.10 - Mac OS X 10.6でJavaを無効にした場合クラッシュする問題を修正。2009年8月26日
  - 1.6.11 - Gecko 1.8.1.24 相当のセキュリティ修正等。1.6.x系の最終リリース。 2010年3月15日
- 2.0 - Firefox 3に搭載されたGecko 1.9 の採用。タブオーバービュー機能の追加、Growlによるダウンロード通知、履歴機能の強化。2009年11月18日
  - 2.0.1 - Gecko 1.9.0.16 相当のセキュリティ・安定性の修正等。2009年12月4日
  - 2.0.2 - Gecko 1.9.0.18 相当のセキュリティ・安定性の修正等。2010年2月23日
  - 2.0.3 - Gecko 1.9.0.19 相当のセキュリティ・安定性の修正等。2010年5月25日
  - 2.0.4 - セキュリティと安定性の向上。2010年8月26日
  - 2.0.5 - 安定性の向上。2010年10月21日
  - 2.0.6 - セキュリティと安定性の向上。2010年11月16日
  - 2.0.7 - 不正なSSL証明書の対応などセキュリティ・安定性の修正。2011年3月22日
  - 2.0.8 - 不正なSSL証明書の対応などセキュリティ・安定性の修正。2011年9月9日
  - 2.0.9 - 2.0.8で生じていた問題を修正。2.0.x系の最終リリース。2011年9月14日
- 2.1 - Firefox 3.6に搭載されたGecko 1.9.2 を採用。Webコンテンツへの対応強化、ロケーションバーのオートコンプリート機能の強化、プラグイン管理機能の改良、オフラインモードの追加、ステータスバーの非表示設定が可能になる。2011年11月29日
  - 2.1.1 - Gecko 1.9.2.27 相当のセキュリティ・安定性の修正等。2012年2月21日
  - 2.1.2 - Gecko 1.9.2.28 相当のセキュリティ・安定性の修正等。2012年3月14日
- 2013年5月30日　開発終了[2]。